# Put Em in Their Place
Put Em in Their Place – drugi singiel promujący album pt Blood Money, amerykańskiego duetu Mobb Deep. Do utworu powstał teledysk.
Do singla powstał także remiks z gościnnym udziałem rapera Bun B. Znalazł się on na mixtape More Money, More Murda z roku 2008.

## Lista utworów
1. "Put Em in Their Place" (clean version)
2. "Put Em in Their Place" (dirty version)
3. "Put Em in Their Place" (instrumental)
4. "Put Em in Their Place" (a cappella)

## Notowania
| Notowania (2006)                     | Najwyższa pozycja |
| ------------------------------------ | ----------------- |
| U.S. Billboard Hot R&B/Hip-Hop Songs | 59                |